# Louis W. Fairfield

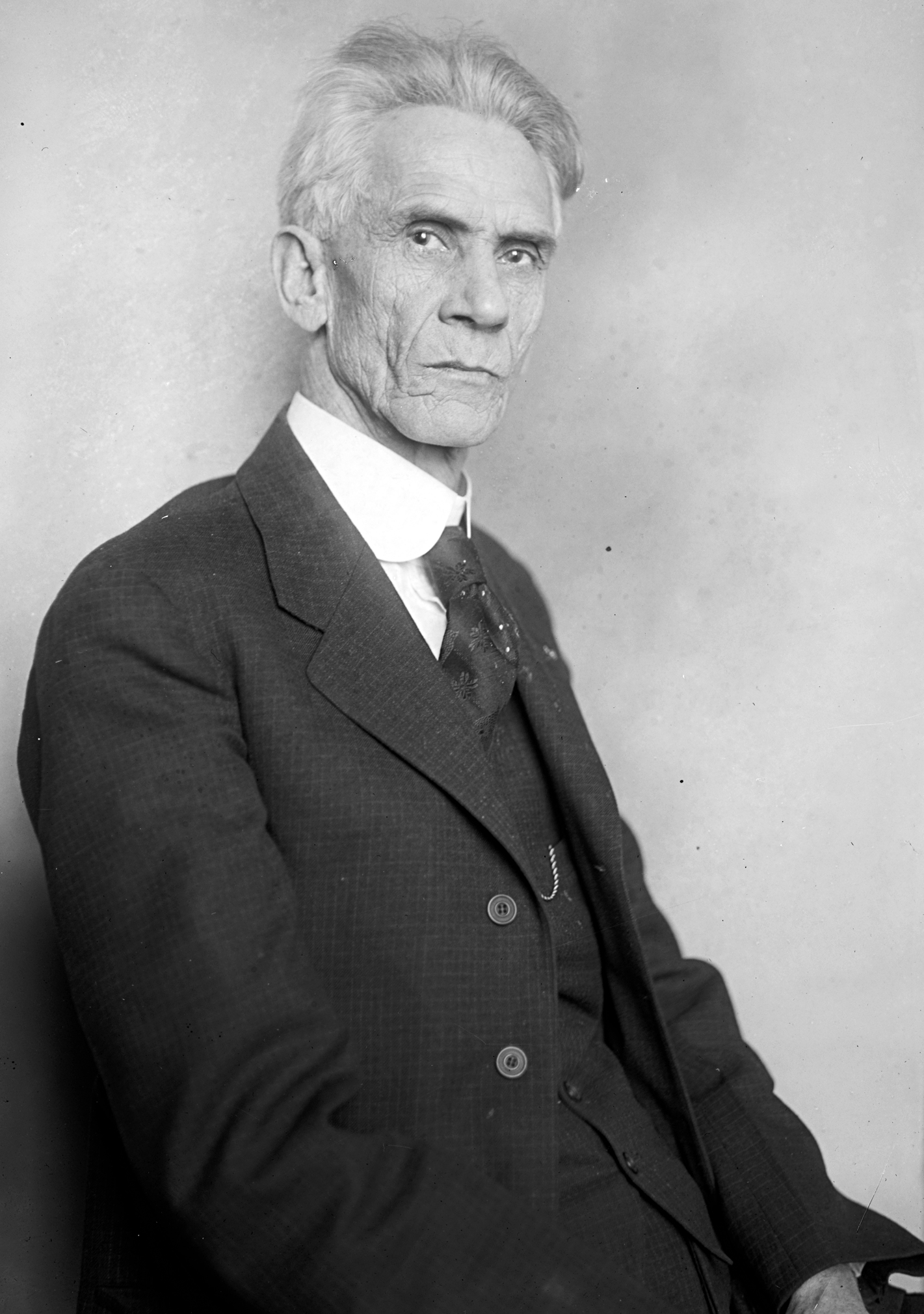
Louis W. Fairfield

Louis William Fairfield (* 15. Oktober 1858 bei Wapakoneta, Ohio; † 20. Februar 1930 in Joliet, Illinois) war ein US-amerikanischer Politiker. Zwischen 1917 und 1925 vertrat er den Bundesstaat Indiana im US-Repräsentantenhaus.

## Werdegang
Im Jahr 1866 kam Louis Fairfield in das Allen County in Indiana, wo sich seine Familie auf einer Farm nahe Lima niederließ. Er besuchte die öffentlichen Schulen seiner neuen Heimat und zog im Jahr 1872 nach Middle Point in Ohio. Dort unterrichtete er ein halbes Jahr lang als Lehrer. Danach studierte er bis 1876 an der Ohio Northern University in Ada. Bis 1888 war er wieder als Lehrer tätig. Gleichzeitig setzte er seine eigene Ausbildung an verschiedenen Schulen fort. In den Jahren 1881 und 1882 gab Fairfield die Zeitung „Hardin County Republican“ heraus, die in Kenton erschien.
Seit 1885 lebte Fairfield in Angola (Indiana), wo er an der Gründung des Tri-State College beteiligt war. Zwischen 1885 und 1917 war er Vizepräsident und Dozent an dieser Bildungsanstalt. Politisch war Fairfield Mitglied der Republikanischen Partei. 1912 kandidierte er erfolglos für den Senat von Indiana. Bei den Kongresswahlen des Jahres 1916 wurde er dann im zwölften Wahlbezirk seines Staates in das US-Repräsentantenhaus in Washington, D.C. gewählt, wo er am 4. März 1917 die Nachfolge des Demokraten Cyrus Cline antrat. Nach drei Wiederwahlen konnte er bis zum 3. März 1925 vier Legislaturperioden im Kongress absolvieren. In diese Zeit fiel der Erste Weltkrieg. In den Jahren 1919 und 1920 wurden der 18. und der 19. Verfassungszusatz ratifiziert. Dabei ging es um das Verbot des Handels mit alkoholischen Getränken und die bundesweite Einführung des Frauenwahlrechts. Von 1923 bis 1925 war Fairfield Vorsitzender des Ausschusses für insulare Angelegenheiten.
1924 wurde er von seiner Partei nicht mehr zur Wiederwahl nominiert. In den folgenden Jahren lebte er in Angola, wo er zeitweise als Dozent arbeitete. Louis Fairfield starb am 20. Februar 1930 während eines Besuchs in Illinois und wurde in Angola beigesetzt.